# Galadriel Stineman
Galadriel Lynn Putthoff Stineman (Cincinnati, 20 de outubro de 1990) é uma atriz e modelo norte-americana. Ela é mais conhecida por interpretar Gwen Tennyson no filme Ben 10: Alien Swarm e Cassidy Finch na série de televisão The Middle.

## Biografia
Galadriel nasceu em 20 de outubro de 1990 em Cincinnati, Ohio, nos Estados Unidos. Ela completou o ensino médio na Newport Central Catholic High School, em Newport, Kentucky, em 2002, aos 11 anos. Ela era uma dançarina, líder de torcida e hipista na escola. Apesar dela ter participado do clube de teatro, Stineman nunca foi escalada pra um papel principal em qualquer peça teatral na escola. Ela cresceu no Norte de Kentucky, onde o seu pai, Matthew Stineman, era um tenista, bem como um professor de educação física, e sua mãe, Pauline Stineman, uma enfermeira.
Galadriel então passou a frequentar a Universidade do Norte do Kentucky. Com uma graduação avançada, ela foi vice-presidente da irmandade Delta Zeta, bem como vice-presidente do grêmio estudantil e nomeada "Outstanding Senior of The Year" (Excepcional Senior do Ano). Durante seu tempo na NKU, Stineman se envolveu em filmes amadores para estudantes e acabou assinando com algumas agências locais de atuação para ganhar dinheiro extra. Ela se graduou magna cum laude em meados de 2007, no College of Informatics.

## Carreira
Galadriel então mudou-se com sua família para Los Angeles logo após sua formatura, e realizou sua estreia como atriz no filme Fame como uma dançarina de apoio. Pouco depois, Stineman interpretou Gwen Tennyson no filme Ben 10: Alien Swarm, uma ficção científica de Alex Winter baseada no desenho animado da Cartoon Network, Ben 10: Alien Force. Ela envolveu-se em grandes projetos de atuações desde 2009, incluindo Junkyard Dog (2010) e The Middle (2012).
Em meados de 2015, Stineman forneceu voz e aparência para a personagem Ashley Brown do vídeo game de ação e survival horror para PlayStation 4, Until Dawn, desenvolvida pela Sony Computer Entertainment.

## Filmografia

### Filmes
| Ano  | Título              | Papel            | Nota(s)                                  |
| ---- | ------------------- | ---------------- | ---------------------------------------- |
| 2009 | Fame                | Dançarina        | Estreia como atriz                       |
| 2009 | Ben 10: Alien Swarm | Gwen Tennyson    | Primeiro papel como personagem principal |
| 2010 | Junkyard Dog        | Audrey           |                                          |
| 2012 | Operation Cupcake   | Kim Carson       |                                          |
| 2015 | Man Up              | Madison Mitchell |                                          |
| 2018 | Runaway Romance     | Sarah Miller     | Filme de televisão                       |

### Séries de televisão
| Ano       | Título             | Papel           | Nota(s)                               |
| --------- | ------------------ | --------------- | ------------------------------------- |
| 2011      | The Middle         | Lucy Howard     | Episódio: "Hecking Order"             |
| 2012–2017 | The Middle         | Cassidy Finch   | Papel recorrente; 13 episódios        |
| 2012      | Bones              | Brooke Guminski | Episódio: "The Method in The Madness" |
| 2012      | Good Luck, Charlie | Molly           | Episódio: "Team Mom"                  |
| 2013      | Austin & Ally      | Diana Wade      | Episódio: "Family & Freuds"           |
| 2013      | Shameless          | Wendy           | Episódio: "The Helpful Gallaghers"    |
| 2014      | Glee               | Vanessa         | Episódio: "Tested"                    |

### Videogames
| Ano  | Título     | Personagem   | Nota(s)                         |
| ---- | ---------- | ------------ | ------------------------------- |
| 2015 | Until Dawn | Ashley Brown | Captura de movimento e dublagem |